# Panyapedaliodes drymaea
Panyapedaliodes drymaea är en fjärilsart som beskrevs av William Chapman Hewitson 1858. Panyapedaliodes drymaea ingår i släktet Panyapedaliodes och familjen praktfjärilar. Inga underarter finns listade i Catalogue of Life.

## Bildgalleri

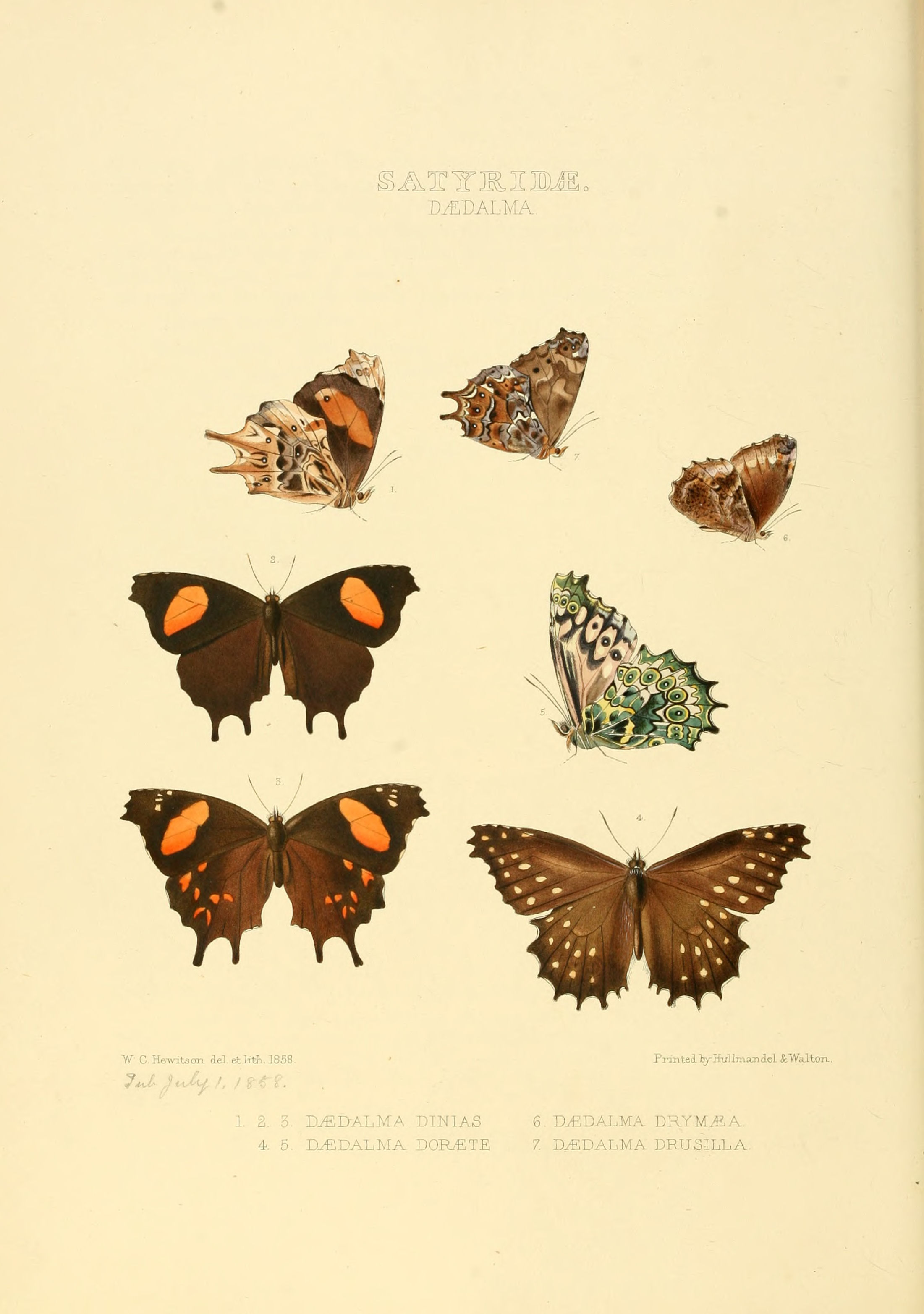